# Gerhard Friedrich Müller
Gerhard Friedrich Müller (oroszul: Герхард Фридрих Миллер, Fjodor Ivanovics Miller; Herford, Észak-Rajna-Vesztfália, 1705. október 29. – Moszkva, 1783. október 11.) német származású orosz historiográfus, geográfus, felfedező, Szibéria népeinek és történetének 18. századi kutatója.

## Életpályája
Lelkészcsaládból származott. A herfordi gimnáziumban tanult, ahol apja volt a rektor. Felsőfokú tanulmányait előbb a rintelni egyetemen, majd a Lipcsei Egyetemen végezte. Onnan 1725 novemberében Oroszországba utazott, miután meghívást kapott az alakulóban lévő szentpétervári tudományos és művészeti akadémiára.
Az akadémia alapítását I. Péter 1724. februárban rendelte el, de egy évvel később meghalt, és az intézmény csak I. Katalin orosz cárnő idején, 1725 őszén nyílt meg. Az akadémia keretében egyetem és gimnázium is létesült, és a külföldről meghívott tudósok kezdetben oktatással is foglalkoztak (bár hallgatóságuk még alig volt).

### Szentpéterváron
Gerhard Friedrich Müller az érkezése utáni első években az akadémiai gimnáziumban latin nyelvet, történelmet és földrajzot tanított. 1728-ban a levéltárba került, és megbízták az Akadémia első nyomtatott orosz nyelvű újságja, a Szankt-Petyerburgszkije Vedomosztyi (Санкт-петербургские ведомости) (Szentpétervári Közlöny) szerkesztésével. 1730-ban előléptették professzorrá, és az akadémia rendes tagja lett, de elvesztette a befolyásos akadémiai titkár, Johann Daniel Schumacher (Иоганн Даниил Шумахер) támogatását, akivel attól kezdve állandó ellenségeskedésben állt.
1732-ben útjára indította Oroszországról szóló cikkgyűjteményeinek sorozatát (Sammlung Russischer Geschichte. 1732–1764, 9 kötet). Ez volt az első olyan kiadvány, amely alaposan megismertette a külfölddel az orosz földet és annak történetét.
Vitus Bering vezetésével közben már szerveződött a második kamcsatkai expedíció, melyben Müller az ún. akadémiai kutatócsoport egyik vezetőjeként vett részt. Tagja volt a csoportnak Johann Georg Gmelin (oroszul: Иоганн Георг Гмелин) német természettudós, botanikus is, akivel az út nagy részét együtt tették meg. 1733 augusztusában indultak útnak, közel tíz évre elhagyva Szentpétervárt. Kamcsatkára ugyan nem jutottak el, de Nyugat- és Kelet-Szibéria legkülönbözőbb területein rendkívül gazdag anyagot gyűjtöttek.

### A szibériai expedícióban
Az első jelentős állomás Kazany volt, ahol ősszel Müller nyelvi és néprajzi anyagot gyűjtött, majd a csoportjával Jekatyerinburgon át 1734. januárban Tobolszkba ért. Az út során mindenütt alaposan átkutatta a nagyobb helyi levéltárakat, Tobolszkban fedezte fel többek között Szemjon Remezov szibériai kéziratait, az ún. Remezov-évkönyvet, melyet el is küldött Szentpétervárra. Az Irtisen délre indultak tovább Omszkba, majd Szemipalatyinszk (ma: Szemej), Uszty-Kamenogorszk (ma: Öszkemen útvonalon haladtak. A Tom parti Kuznyeckben Gmelin és Müller elváltak: Müller szárazföldi úton, Gmelin és Krasenyinnyikov a Tomon hajózva indult Tomszkba, ahol 1734. október elején találkoztak.
1735 tél és tavasz: Jenyiszejszk, Krasznojarszk útvonalon márciusban Irkutszkba értek. Átkelve a befagyott Bajkálon, a Szelenga partján fekvő Szelenginszkben találkoztak Louis De l’Isle de la Croyère (orosz nevén: Людовик Делиль де ла Кроер) francia csillagásszal, az expedíció egyik vezetőjével, és együtt Kjahtába mentek. Onnan Müller kutatócsoportjával az Ingoda és Csita folyó találkozásánál épült Csitai erődön át, a Silkán hajózva 1735. júniusban Nyercsinszkbe ért, ott halomsírokat tárt fel, régészeti kutatásokat is folytatott. 1735 őszén visszatért Irkutszkba. 1736 elején Gmelinnel Ilimszkben (az Ilim partján) töltött egy hónapot, átvizsgálta a levéltárat, majd a Lénán lefelé hajóztak és Uszty-Kuton át 1736. szeptember elején kikötöttek Jakutszkban. Az ottani levéltárban Müller nagy jelentőségű felfedezést tett: rátalált Szemjon Gyezsnyov kallódó beszámolójára, amelyben az orosz felfedező leírta, hogyan kerülték meg a Csukcs-félszigetet.
Jakutszkban találkoztak az expedíciót vezető Vitus Beringgel és keményen összekülönböztek vele. 
Müller és Gmelin végül nem ment tovább az expedícióval Kamcsatkára, hanem lefelé hajóztak a Lénán Kirenszkig, de onnan Müller betegsége miatt Irkutszkba ment és ott töltötte a telet. 1737-ben Szentpétervárra küldött levelében betegsége miatti felmentését kérte az expedícióból. Később hasonló kérvényt nyújtott be Gmelin is. A válaszra várva 1739-ben újabb utakat tettek: az északi Mangazejába, majd fölfelé hajóztak a Jenyiszejen Krasznojarszkba. 1739 októberében Müller megkapta a választ: visszahívták, az ügyeket Johann Fischernek kellett átadnia, ez 1740-ben az Ob parti Szurgutban megtörtént. Pétervár felé utaztában Berjozovóban is átvizsgálta a levéltárat. 1741 nyarán az Irbit folyón (a Nyica mellékfolyóján) hajózott, júliusban betegen érkezett Jekatyerinburgba, majd felgyógyulva folytatta munkáját. Végül 1743 februárjában tért vissza Pétervárra. Csaknem vele egyidőben érkezett meg Gmelin is.
Müller közel tízéves szibériai tartózkodása idején sok szibériai városi levéltárat vizsgált át, rendkívül értékes információkat szerzett a helyi népek néprajzáról, a régészeti lelőhelyekről és a régió korabeli állapotáról. Különösen fontos volt az általa hazaküldött, illetve lemásolt archív (levéltári) dokumentumok hatalmas gyűjteménye. Bár ő maga csak egy töredékét használta fel, később értékes forrásként szolgált más kutatók és számos tudományos kiadvány számára.

### Újra Szentpéterváron
Szentpéterváron fő elfoglaltsága az általa gyűjtött anyag feldolgozása volt. A Szibéria történetéről tervezett összefoglaló munka első négy fejezetét németül 1740–1742-ben készítette el és megérkezése után a kéziratot leadta (Sibirische Geschichte). Az időközben átalakított akadémia (1747-ben alapokmányt kapott és állami irányítás alá került) illetékes fóruma a munka 1–5. fejezetét (javításokkal) kiadásra jóváhagyta, és az Opiszanyije Szibirszkovo carsztva (A Szibériai Cárság leírása) címen jelent meg 1750-ben. „Ez volt az első Oroszországban született és publikált történeti monográfia, amely megfelelt a korszerű európai tudományos követelményeknek. (…) Az előszóban Müller bemutatta legfontosabb kútfőit, elmagyarázta módszerét, és – az orosz nyelvben először – használta a „forrás” szakkifejezést.”
1748-ban Müller felvette az orosz állampolgárságot, és kinevezték az orosz állam historiográfusává. 1749-ben tartott akadémiai előadásával azonban – Schumacher mellett – újabb ellenségeket szerzett, többek között Lomonoszov személyében. Müller beszédében kifejtette az orosz állam eredetéről szóló ún. normann elmélet alapjait. Az orosz állam alapítóinak varég eredetére vonatkozó nézetet a cári udvarnál is elfogadhatatlannak tartották. Az expedíciós szerepe után méltán várt akadémiai elismerés elmaradt, sőt Müllert alacsonyabb fizetési kategóriába sorolták és egy évre leminősítették adjunktussá. Mindennek talán az is oka volt, hogy anyagai feldolgozásával és publikálásával lassan haladt. A Sibirische Geschichte 6–17. fejezet kézirata ugyan elkészült, és kiadását a második kötetben 1752-re tervezték, de ez elmaradt, és Müller végül visszalépett a folytatástól. Az elkészült 23 fejezet kéziratát átadta Johann Fischernek (aki később a saját neve alatt jelentette meg az anyagot).
1755-től csaknem tíz éven át szerkesztette a kezdeményezésére életre hívott első orosz nyelvű tudományos-ismeretterjesztő folyóiratot (Ежемесячные Сочинения к пользе и увеселению служащие, Jezsemeszjacsnije Szocsinyenyija…), mely orosz és nyugat-európai tudósok munkáit is közölte. A lap 1765-ben szűnt meg, amikor Müller átköltözött Moszkvába, mert kinevezték az ottani lelencház főfelügyelőjévé, majd egy évvel később a külügyi kollégium (ma: külügyminisztérium) moszkvai levéltárának vezetőjévé. II. Katalintól utasítást kapott, hogy Jean Dumont francia történetíró (1667–1727) munkájának mintájára állítsa össze Az orosz diplomácia gyűjteményét. Müllert 1772-ben szélütés (bénulás?) sújtotta és a megbízást már nem tudta teljesíteni, bár haláláig dolgozott. Életének moszkvai időszakát értékes forrásmunkák és orosz tudósok műveinek kiadása jellemezte.

## Munkái
A Szibéria történetét (Sibirische Geschichte) tárgyaló fő művének fejezeteit Müller később németül közölte a Sammlung Russischer Geschichte című gyűjteményében: 1761-ben (1–5. fejezet) és 1763-ban (6–10. fejezet). Az orosz nyelvű első kötetet (Opiszanyije Szibirszkovo carsztva) 1787-ben másodszor is kiadták. A 20. században az első kötet 1937-ben, a második – a német szövegből fordítva – 1941-ben jelent meg, az eredetileg tervezett címen: История Сибири (Isztorija Szibiri). A mű harmadik kötete Gerhard Friedrich Müller születésének 300. évfordulóján, 2005-ben jelent meg először, az Oroszországi Tudományos Akadémia „Vosztocsnaja Lityeratura” nevű kiadójánál. Az Isztorija Szibiri a szibériai történettudomány egyik alapművének számít, de a szerző által írt 23 fejezetből így is csak 13 jelent meg.
Műller másik nagy jelentőségű munkája, az Описание сибирских народов (A szibériai népek leírása) az őslakos népek – burjátok, jakutok, jukagirok, kamasszok, hantik, vogulok, tatárok, stb. – néprajzi szempontú ismertetését tartalmazza. A mű a külügyminisztérium moszkvai könyvtárának archívumából került elő 1939-ben. A kiadók valószínűsítik, hogy törzsanyaga a terepmunka során, 1736 vége és 1740 között készült. Németből fordítva, bevezetővel és jegyzetekkel ellátva 2009-ben jelent meg Moszkvában.
Kazanyi „gyűjtésének az eredménye a Volga-vidéki népek etnográfiai leírásának egyik legfontosabb korabeli forrása, az Описание живущих в Казанской губернии языческих народов (A kazanyi kormányzóságban élő pogány népek leírása) című kézirat, benne egy nyolcnyelvű szójegyzékkel.” Egyes részletei még Müller életében megjelentek németül és oroszul is. A munka oroszul könyv alakban 1791-ben jelent meg Szentpéterváron, a hozzá kapcsolódó több mint 300 szavas, nyolc nyelvű szójegyzékkel: Словаръ на татарскомъ, черемисскомъ, чувашскомъ, вотяцкомъ, мордовскомъ, перм-скомъ и зырянскомъ языкахъ, съ россiйскимъ переводомъ (Szótár tatár, cseremisz, csuvas, votják, mordvin, permják és zürjén nyelven, orosz fordítással).
Gerhard Friedrich Müller többek között az orosz évkönyvek történetéről, a zűrzavaros időkről, az orosz-kínai kapcsolatokról, a Távol-Kelet és Szibéria földrajzi felfedezéseiről, a nemesség történetéről, egyes városok történelméről, a Pugacsov-féle felkelésről is írt műveket. Részt vett az első orosz földrajzi szótár elkészítésében és megalapozta az orosz történelem forrásainak gyűjteményét. Sok ezer oldalt kitevő szibériai útinaplója és más jegyzetei kéziratban maradtak. Tiszteleti tagja volt több ország tudományos társaságának és levelező tagja a Párizsi Tudományos Akadémiának.